# Remo nos Jogos Olímpicos de Verão de 2008
As competições de remo nos Jogos Olímpicos de Verão de 2008 foram realizadas entre os dias 9 e 17 de agosto. Os eventos foram disputados no Parque Olímpico Shunyi em Pequim na China.

## Calendário
| Agosto | 6 | 7 | 8 | 9 | 10 | 11 | 12 | 13 | 14 | 15 | 16 | 17 | 18 | 19 | 20 | 21 | 22 | 23 | 24 |
| ------ | - | - | - | - | -- | -- | -- | -- | -- | -- | -- | -- | -- | -- | -- | -- | -- | -- | -- |
| Remo   |   |   |   |   |    |    |    |    |    |    | 7  | 7  |    |    |    |    |    |    |    |

|  | Dia de competição |  | Dia de final |

## Eventos

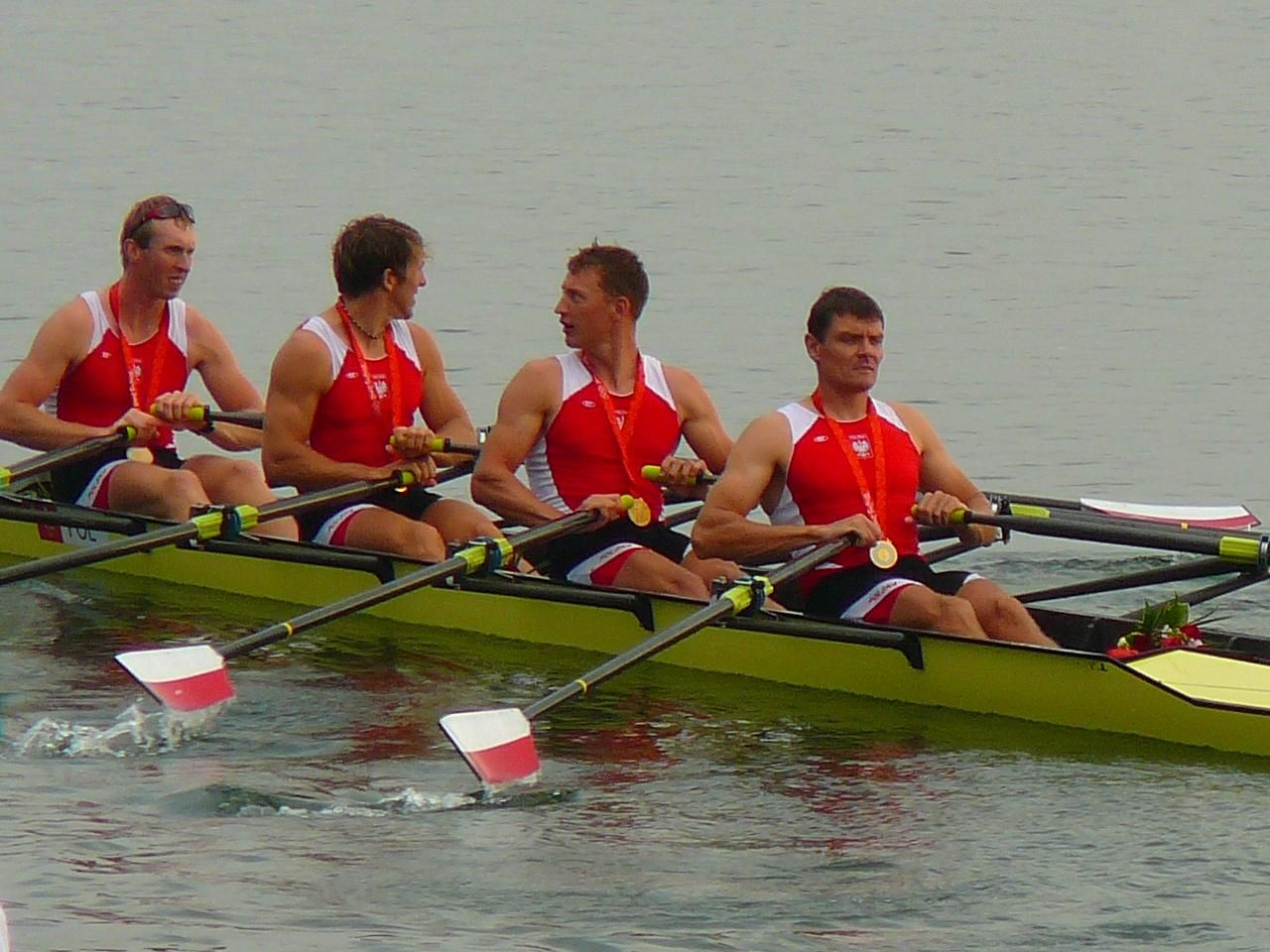
Quarteto polonês formado por Konrad Wasielewski, Marek Kolbowicz, Michał Jeliński e Adam Korol campeão no skiff quádruplo

- Skiff simples masculino
- Dois sem masculino
- Skiff duplo masculino
- Skiff duplo leve masculino
- Quatro sem masculino
- Skiff quádruplo masculino
- Quatro sem leve masculino
- Oito com masculino
- Skiff simples feminino
- Dois sem feminino
- Skiff duplo feminino
- Skiff duplo leve feminino
- Skiff quádruplo feminino
- Oito com feminino

## Medalhistas
Masculino
| Evento                    | Ouro | Prata | Bronze |
| ------------------------- | --- | --- | --- |
| Skiff simples detalhes    | Olaf Tufte NOR Noruega | Ondřej Synek CZE República Checa | Mahe Drysdale NZL Nova Zelândia |
| Skiff duplo detalhes      | David Crawshay Scott Brennan AUS Austrália                                                                                                | Tõnu Endrekson Jüri Jaanson EST Estônia | Matthew Wells Stephen Rowbotham GBR Grã-Bretanha |
| Skiff duplo leve detalhes | Zac Purchase Mark Hunter GBR Grã-Bretanha                                                                                                 | Dimitrios Mougios Vasileios Polymeros GRE Grécia | Mads Rasmussen Rasmus Quist Hansen DEN Dinamarca |
| Skiff quádruplo detalhes  | Konrad Wasielewski Marek Kolbowicz Michał Jeliński Adam Korol POL Polônia                                                                 | Luca Agamennoni Simone Venier Rossano Galtarossa Simone Raineri ITA Itália                                                                               | Jonathan Coeffic Pierre-Jean Peltier Julien Bahain Cédric Berrest FRA França                                                                            |
| Dois sem detalhes         | Drew Ginn Duncan Free AUS Austrália | David Calder Scott Frandsen CAN Canadá | Nathan Twaddle George Bridgewater NZL Nova Zelândia |
| Quatro sem detalhes       | Tom James Steve Williams Pete Reed Andrew Triggs-Hodge GBR Grã-Bretanha                                                                   | Matt Ryan James Marburg Cameron McKenzie-McHarg Francis Hegerty AUS Austrália                                                                            | Julien Desprès Benjamin Rondeau Germain Chardin Dorian Mortelette FRA França                                                                            |
| Quatro sem leve detalhes  | Thomas Ebert Morten Jørgensen Mads Andersen Eskild Ebbesen DEN Dinamarca                                                                  | Łukasz Pawłowski Bartłomiej Pawełczak Miłosz Bernatajtys Paweł Rańda POL Polônia                                                                         | Iain Brambell Jon Beare Mike Lewis Liam Parsons CAN Canadá                                                                                              |
| Oito com detalhes         | Kevin Light Ben Rutledge Andrew Byrnes Jake Wetzel Malcolm Howard Dominic Seiterle Adam Kreek Kyle Hamilton Brian Price (tim.) CAN Canadá | Alex Partridge Tom Stallard Tom Lucy Richard Egington Josh West Alastair Heathcote Matthew Langridge Colin Smith Acer Nethercott (tim.) GBR Grã-Bretanha | Beau Hoopman Matt Schnobrich Micah Boyd Wyatt Allen Daniel Walsh Steven Coppola Josh Inman Bryan Volpenhein Marcus McElhenney (tim.) USA Estados Unidos |

Feminino
| Evento                    | Ouro | Prata | Bronze |
| ------------------------- | --- | --- | --- |
| Skiff simples detalhes    | Rumyana Neykova BUL Bulgária | Michelle Guerette USA Estados Unidos | Ekaterina Karsten BLR Bielorrússia |
| Skiff duplo detalhes      | Georgina Evers-Swindell Caroline Evers-Swindell NZL Nova Zelândia                                                                              | Annekatrin Thiele Christiane Huth GER Alemanha | Elise Laverick Anna Bebington GBR Grã-Bretanha |
| Skiff duplo leve detalhes | Kirsten van der Kolk Marit van Eupen NED Países Baixos                                                                                         | Sanna Stén Minna Nieminen FIN Finlândia | Melanie Kok Tracy Cameron CAN Canadá |
| Skiff quádruplo detalhes  | Tang Bin Jin Ziwei Xi Aihua Zhang Yangyang CHN China                                                                                           | Annie Vernon Debbie Flood Frances Houghton Katherine Grainger GBR Grã-Bretanha                                                                                                  | Britta Oppelt Manuela Lutze Kathrin Boron Stephanie Schiller GER Alemanha                                                                                |
| Dois sem detalhes         | Georgeta Andrunache Viorica Susanu ROU Romênia                                                                                                 | Wu You Gao Yulan CHN China | Yuliya Bichyk Natallia Helakh BLR Bielorrússia |
| Oito com detalhes         | Erin Cafaro Lindsay Shoop Anna Goodale Elle Logan Anna Cummins Susan Francia Caroline Lind Caryn Davies Mary Whipple (tim.) USA Estados Unidos | Femke Dekker Marlies Smulders Nienke Kingma Roline Repelaer van Driel Annemarieke van Rumpt Helen Tanger Sarah Siegelaar Annemiek de Haan Ester Workel (tim.) NED Países Baixos | Constanța Burcică Viorica Susanu Rodica Șerban Enikő Barabás Simona Mușat Ioana Papuc Georgeta Andrunache Doina Ignat Elena Georgescu (tim.) ROU Romênia |

## Quadro de medalhas
| Ordem | País                | Medalha de ouro | Medalha de prata | Medalha de bronze |    | Ordem por total |
| ----- | ------------------- | --------------- | ---------------- | ----------------- | -- | --------------- |
| 1     | GBR Grã-Bretanha    | 2               | 2                | 2                 | 6  | 1               |
| 2     | AUS Austrália       | 2               | 1                |                   | 3  | 3               |
| 3     | CAN Canadá          | 1               | 1                | 2                 | 4  | 2               |
| 4     | USA Estados Unidos  | 1               | 1                | 1                 | 3  | 3               |
| 5     | CHN China           | 1               | 1                |                   | 2  | 6               |
| 5     | NED Países Baixos   | 1               | 1                |                   | 2  | 6               |
| 5     | POL Polônia         | 1               | 1                |                   | 2  | 6               |
| 8     | NZL Nova Zelândia   | 1               |                  | 2                 | 3  | 3               |
| 9     | DEN Dinamarca       | 1               |                  | 1                 | 2  | 6               |
| 9     | ROU Romênia         | 1               |                  | 1                 | 2  | 6               |
| 11    | BUL Bulgária        | 1               |                  |                   | 1  | 14              |
| 11    | NOR Noruega         | 1               |                  |                   | 1  | 14              |
| 13    | GER Alemanha        |                 | 1                | 1                 | 2  | 6               |
| 14    | EST Estônia         |                 | 1                |                   | 1  | 14              |
| 14    | FIN Finlândia       |                 | 1                |                   | 1  | 14              |
| 14    | GRE Grécia          |                 | 1                |                   | 1  | 14              |
| 14    | ITA Itália          |                 | 1                |                   | 1  | 14              |
| 14    | CZE República Checa |                 | 1                |                   | 1  | 14              |
| 19    | BLR Bielorrússia    |                 |                  | 2                 | 2  | 6               |
| 19    | FRA França          |                 |                  | 2                 | 2  | 6               |
| TOTAL | TOTAL               | 14              | 14               | 14                | 42 | —               |